# 1951年イギリス総選挙

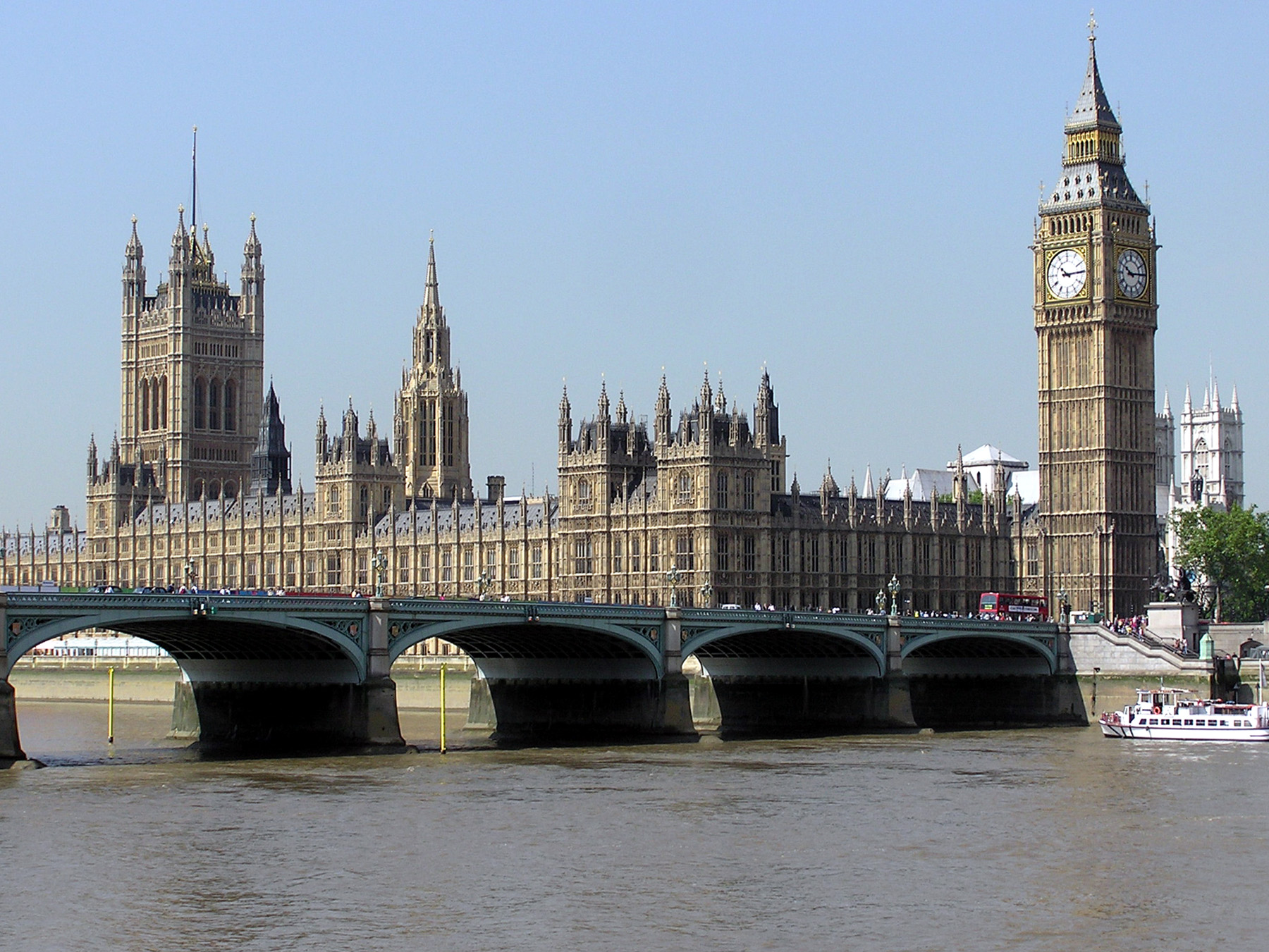
英国議会議事堂

1951年イギリス総選挙（1951ねんイギリスそうせんきょ、英語: 1951 United Kingdom general election）は、1951年10月25日にイギリスで行われた英国議会の庶民院（下院）議員を選出する総選挙である。

## 選挙データ
- 選挙当時の首相：クレメント・アトリー
- 与党：労働党

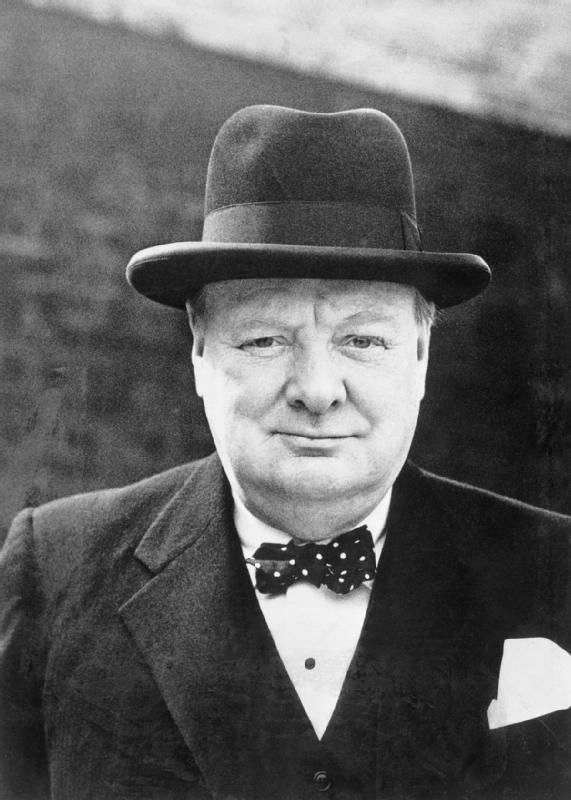
首相に返り咲いたチャーチル

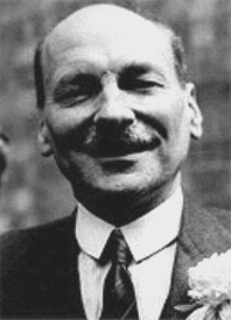
アトリー首相

- 議会構成：下院（庶民院）と上院（貴族院）の両院で構成されている。上院は世襲貴族と一代貴族からなる議員で構成されているため、選挙で選出されるのは下院議員のみである。
- 下院議員の任期：5年。ただし、5年の任期が満了する前に下院が解散されることが多い。
- 下院の定数：625議席
- 有権者数：34,919,331名
- 候補者数：1,376名

## 選挙結果
- 投票日：1951年10月25日
- 投票率：82.6%

| 党派              | 党派               | 得票数      | 得票率      | 候補者      | 議席数 |
| ----------------- | ------------------ | ----------- | ----------- | ----------- | ------ |
| Conservative      | 保守党             | 12,660,061  | 44.3%       | 562         | 302    |
| Labour            | 労働党             | 13,948,883  | 48.8%       | 617         | 295    |
| National Liberal  | 自由党国民政府派   | 1,058,138   | 3.7%        | 55          | 19     |
| Liberal           | 自由党             | 730,546     | 2.6%        | 109         | 6      |
| Irish Nationalist | アイルランド国民党 | 92,787      | 0.3%        | 3           | 2      |
| Irish Labour      | アイルランド労働党 | 33,174      | 0.1         | 1           | 1      |
| 合計(Total)       | 合計(Total)        | 合計(Total) | 合計(Total) | 合計(Total) | 625    |

有効得票総数：28,596,594票
- 出所：General Election Results 1885-1979。この表では議席を得た政党のみ掲載

得票数において労働党は保守党を僅差で上回ったものの、議席数では前回を大きく下回った。加えて選挙後に自由党国民政府派が保守党に合流したため、保守党が過半数に達して政権を奪還し、チャーチルが再び首相の座についた。以後、労働党は13年間に渡り野党となった。戦争中から続いてきた統制経済に対して不満を強く抱いた中産階級や熟練労働者層の票が保守党に流れたこと、労働党内における左右両派間の対立が表面化した事などが敗因として挙げられている。